# Eriogonum mancum
Eriogonum mancum är en slideväxtart som beskrevs av Per Axel Rydberg. Eriogonum mancum ingår i släktet Eriogonum och familjen slideväxter. Inga underarter finns listade i Catalogue of Life.